# Superfly Sister
«Superfly Sister» (с англ. — «Очень привлекательная сестра») — песня американского автора-исполнителя Майкла Джексона, вошедшая в его альбом ремиксов Blood on the Dance Floor: HIStory in the Mix (1997). Написана Джексоном и Брайаном Лореном в период работы над пластинкой Dangerous (1991). Текст композиции повествует о безрассудстве, обмане и лицемерии, окружающих секс, осуждает измены, а также поступки мужей-тиранов.

## История создания и особенности композиции
Песня была написана Майклом Джексоном совместно с Брайаном Лореном и стала одной из 20—25 треков, над которыми они работали вместе во время подготовки материала для студийного альбома Dangerous 1991 года, но в результате ни один из них не попал на пластинку. Лорен рассказывал, что «Superfly Sister» он и Джексон «спродюсировали 50 на 50». Джексон написал для неё текст, в то время как Лорен придумал название. Последний надеялся «вернуться к тем ощущениям, которые оставляла пластинка Off the Wall или даже Thriller», поскольку их содержимое казалось ему «очень органичным». «Я помню, что дал Майклу первичную запись трека, и на её основании мы вместе написали мелодию. Несколько дней спустя Майкл принёс текст песни, и мы сразу же записали её», — рассказывал Лорен.
Песня исполняется в тональности до-диез мажор и темпе 113 bpm.
«Superfly Sister» стала одной из пяти ранее не выпускавшихся песен, которые были включены в альбом ремиксов Blood on the Dance Floor: HIStory in the Mix, выпущенный в 1997 году. В его трек-листе она следует за «Morphine», композицией в жанре индастриал, разительно контрастируя с ней. Американский писатель и критик Джозеф Вогель в своей книге «Человек в музыке. Творческая жизнь Майкла Джексона» описал «Superfly Sister» как «винтажно-звучащий фанк восьмидесятых», в которой смешан «крепкий грув с гладкими созвучиями и яркой игровой обработкой». Она сравнивалась с классическими треками Принса и Рика Джеймса.
В своём тексте композиция продолжает социальные темы других треков альбома. Несмотря на то, что жанр фанка известен своей «гиперсексуальностью», в «Superfly Sister» затрагивается тема «рискованности и иллюзорности» секса. «Любовь уже не та, что раньше, — поёт Джексон в припеве, — так мне твердят, сунул-вынул — разве же это любовь?» («Love ain't what it used to be, that is what they're tellin' me, push it in, stick it out, that ain't what it's all about»). Этот рефрен Вогель описал как «совершенно нетепичный для поп-песни».
Однако предметом критики в тексте выступает не секс сам по себе, но «безрассудство и лицемерие», окружающие его. Вогель отмечает, что исполнитель множество раз в жизни сталкивался с обманом и неверностью — неоднократные измены его отца жене, а затем и схожее положение дел в семьях его братьев. Это могло вылиться в строчки «Мать исповедует веру Авраамову, а братья — им наплевать» («Mother's preachin' Abraham, brothers, they don't give a damn»). Также осуждается насилие и контроль со стороны мужей-тиранов в отношении своих жён. Здесь Вогель проводит параллель с браками сестёр Джексона. «Сестрёнка обвенчалась с гангстером, считая, что отхватила завидную партию; Святая Мария, сжалься надо мной, я просто глазам своим не верю» («Sister's married to her hood, sayin' that she got it good, Holy Mary, mercy me, I can't believe the things I see»). Всё это может указывать на растущее разочарование Джексона в любви и браке.
Помимо биографической трактовки, трек ещё можно интерпретировать в контексте всех неприятных последствий секса, включая СПИД, аборт и раннюю беременность.
Американский писатель и журналист Нил Страусс в своём обзоре на альбом Blood on the Dance Floor для газеты The New York Times обращает внимание на то, лирический персонаж по имени Сьюзи встречается и в заглавной песне пластинки, и в «Superfly Sister». По его мнению, она может быть метафорой СПИДа, но также олицетворяет собой страх перед сексом.
Критик портала Pop Rescue в ретроспективном обзоре на альбом Blood on the Dance Floor указал на хорошую басовую партию в этой песне, отметив, что другие её аспекты не предлагают ничего примечательного.

## Участники записи
- Майкл Джексон — идея, текст, музыка, продюсирование, аранжировка, вокальная аранжировка, вокал и бэк-вокал
- Брайан Лорен — музыка, программирование ударных, аранжировка, соло-гитара, ритм-гитара, клавишные и синтезатор
- Дэйв Уэй[англ.] — запись и микширование
- Ричард Коттрелл — запись